# 舍夫琴卡 (舍佩蒂夫卡區)
49°59′55″N 26°57′48″E / 49.99861°N 26.96333°E
舍夫琴卡（羅馬化：Shevchenka）是烏克蘭的村落，位於該國西部赫梅利尼茨基州，由舍佩蒂夫卡區負責管轄，始建於1860年，面積0.34平方公里，海拔高度265米，2001年人口88，人口密度每平方公里258.8人。